# Palazzo Vescovile (Pavia)
Il Palazzo Vescovile di Pavia si trova davanti al duomo e fu progettato da Pellegrino Tibaldi nel Cinquecento.

## Storia
Il primo palazzo vescovile, secondo la tradizione realizzato dal vescovo Damiano in età longobarda, si trovava nell’area dove ora sorge il broletto e fu ceduto al comune nel corso del XII secolo. Una volta divenuto vescovo di Pavia, nel 1564, Ippolito de' Rossi promosse la costruzione di un nuovo palazzo vescovile, che sorse sull’area occupata dal monastero di Santa Maria delle Stuoie (nei Musei Civici si conserva un mosaico romanico proveniente dall’ex monastero). Il palazzo fu progettato da Pellegrino Tibaldi, che negli stessi anni era impegnato a Pavia nella costruzione del collegio Borromeo.

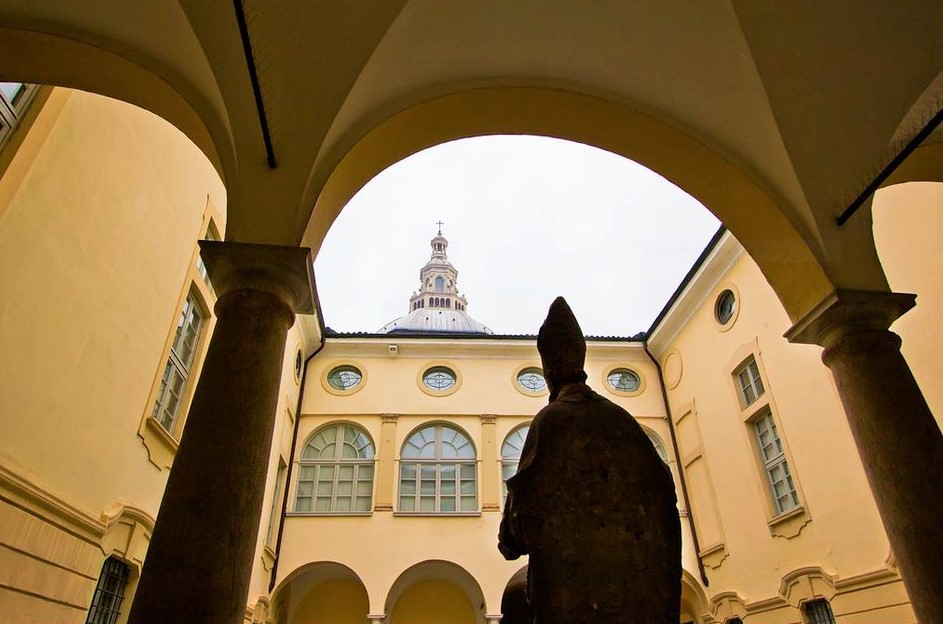
Il cortile.
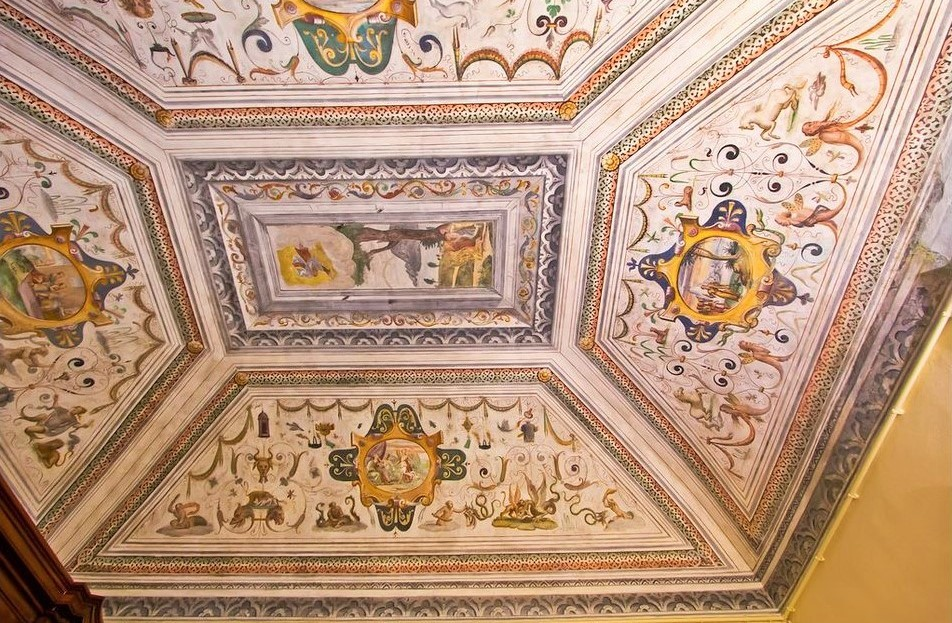
Uno dei soffitti a grottesche (XVI secolo)
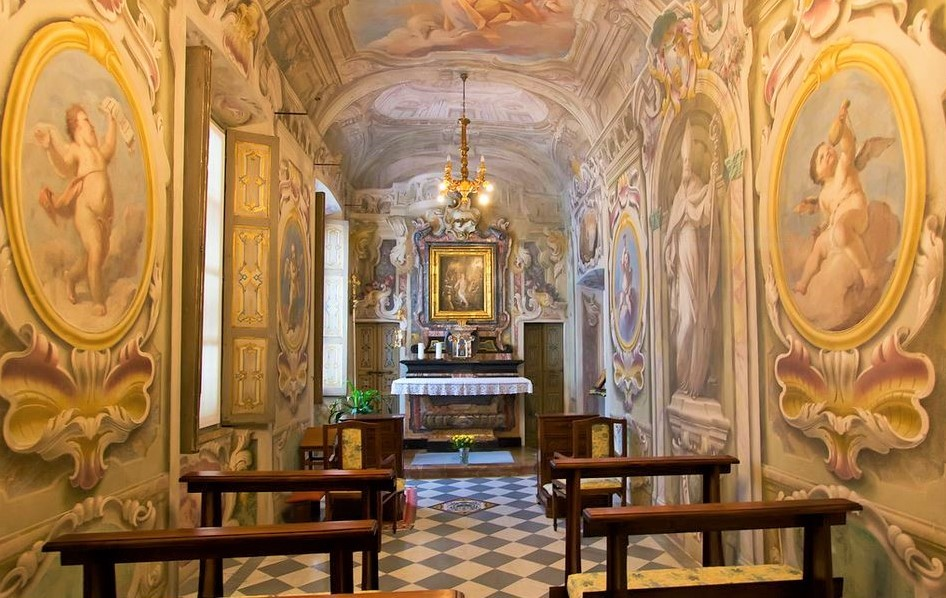
La cappella privata del vescovo, affreschi di Felice Biella, 1737.

## Descrizione
L'edificio è formato da due corpi quadrilateri susseguenti, dotati di cortili. La facciata è alleggerita dal portico con colonne binate, al centro del quale si trova il grande portale fatto realizzare dal vescovo Gianbattista Sfondrati tra il 1639 e il 1647, mentre un secondo portale, cinquecentesco, si trova nel lato meridionale del complesso, affacciato su vicolo Regisole. Al piano terreno del palazzo alcune sale conservano l’originaria decorazione cinquecentesca, come la sala delle stagioni, un tempo aperta su di un piccolo giardino, decorata a grottesche. Tramite un grande scalone, progettato da Pellegrino Tibaldi nel 1566, in pietra d’Angera e decorato con statue di leoni reggistemma, si accede alle sale del piano superiore. Qui si trova la cappella, dipinta da Felice Biella nel 1737, la sala dei Vescovi, sempre affrescata da Felice Biella e altri ambienti, come lo studiolo, decorato nel Cinquecento a grottesche e dove, tra le piccole figure, si possono scorgere anche due orientali, inseriti come testimonianza dei giapponesi che fecero visita al vescovo Ippolito de Rossi.

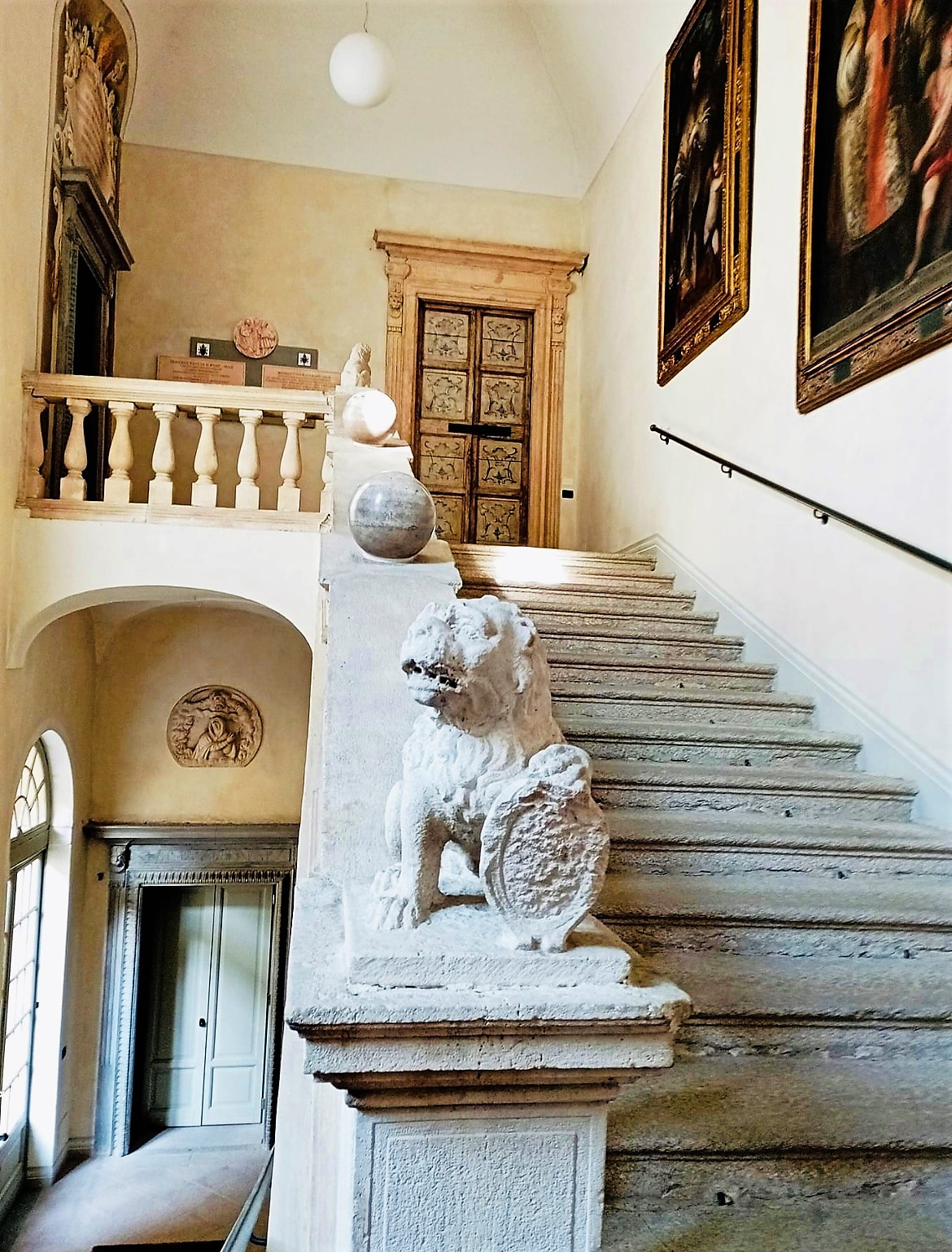
Lo scalone, 1566.
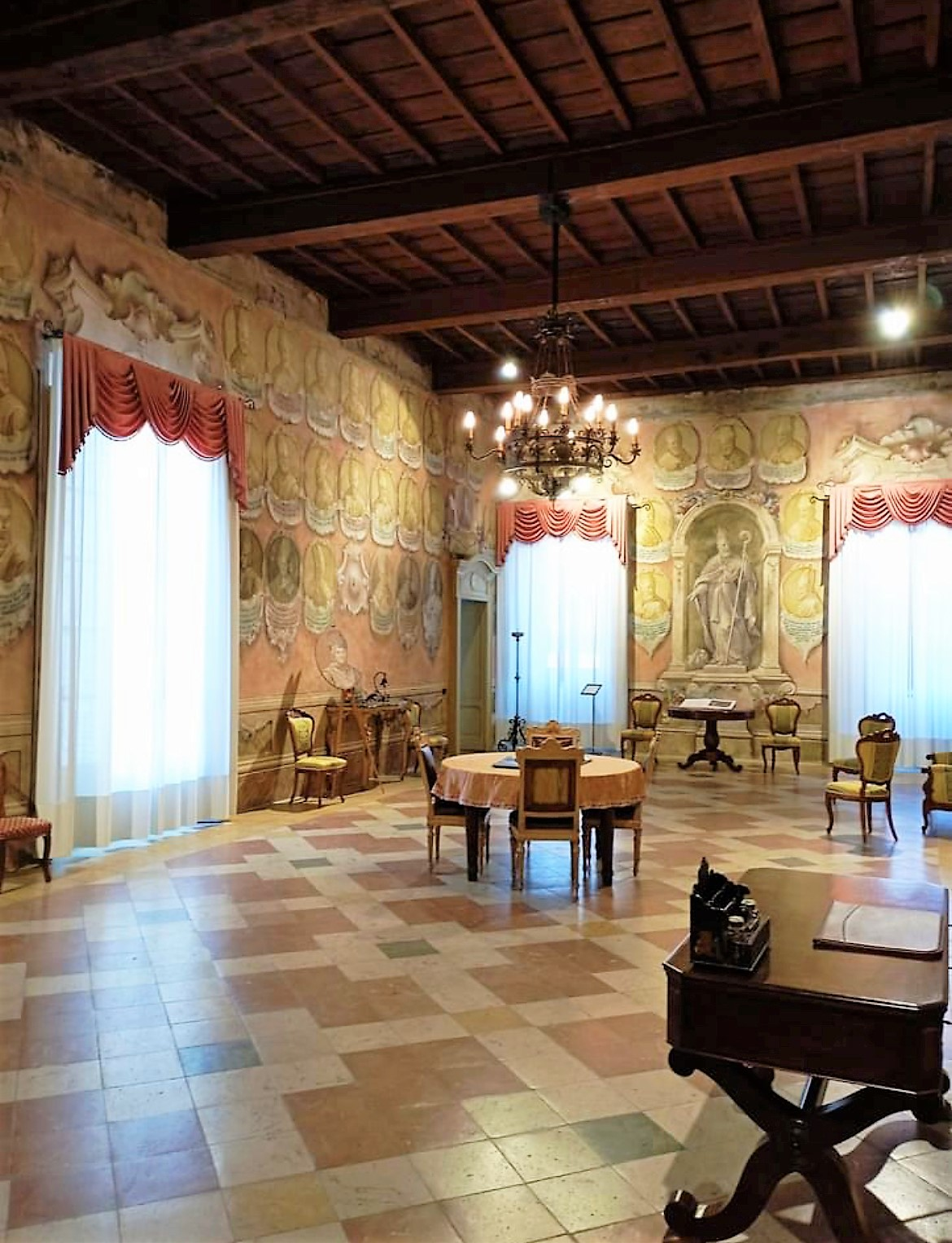
La sala dei vescovi, 1737.